# Echeandia texensis
Echeandia texensis är en sparrisväxtart som beskrevs av Robert William Cruden. Echeandia texensis ingår i släktet Echeandia och familjen sparrisväxter. Inga underarter finns listade i Catalogue of Life.